# Phaloria browni
Phaloria browni är en insektsart som beskrevs av Andrej Vasiljevitj Gorochov 1999. Phaloria browni ingår i släktet Phaloria och familjen syrsor. Inga underarter finns listade i Catalogue of Life.